# Duplex Motor Car Company
Duplex Motor Car Company war ein US-amerikanischer Hersteller von Automobilen.

## Unternehmensgeschichte
Das Unternehmen wurde im Sommer 1907 in Chicago in Illinois gegründet. Es gehörte zur Bendix Company. 1908 begann die Produktion von Automobilen. Der Markenname lautete Duplex. 1909 endete die Produktion.

## Fahrzeuge
Alle Fahrzeuge hatte einen luftgekühlten Zweizylindermotor, der über zwei Friktionsgetriebe und zwei Antriebswellen die Hinterachse antrieb. Die Hinterachse hatte auch zwei Differenziale.
1908 standen drei Highwheeler im Sortiment. Gemeinsamkeit war der Radstand von 224 cm. No. 1 hatte einen Motor mit 10 PS Leistung. Er war als Stanhope karosseriert. No. 2 unterschied sich nur durch den 15-PS-Motor. No. 3 war ein Surrey mit dem stärkeren Motor.
1909 stand der niedriger gebaugte Type B im Angebot. Der Motor leistete 20 PS. Das Fahrgestell hatte nun 229 cm Radstand. Der Aufbau war viersitzig und wurde als Tourenwagen-Roadster bezeichnet. Außerdem zeigt eine Abbildung ein Model A als viersitzigen Tourenwagen.

## Modellübersicht
| Jahr | Modell  | Zylinder | Leistung (PS) | Radstand (cm) | Aufbau                        |
| ---- | ------- | -------- | ------------- | ------------- | ----------------------------- |
| 1908 | No. 1   | 2        | 10            | 224           | Stanhope                      |
| 1908 | No. 2   | 2        | 15            | 224           | Stanhope                      |
| 1908 | No. 3   | 2        | 15            | 224           | Surrey                        |
| 1909 | Model A |          |               |               | Tourenwagen                   |
| 1909 | Type B  | 2        | 20            | 229           | Tourenwagen-Roadster 4-sitzig |